# フフーフ駅
フフーフ駅（フフーフえき）はサウジアラビアのフフーフにあるダンマームリヤド線の鉄道駅。駅舎は、イタリアの建築家ルチオ・バルベラによって設計された。

## 歴史
1981年開業。

## 駅周辺
- Al Ahsa Hospital
- Al-Kifah Academy